# Agostino dal Pozzo
Agostino dal Pozzo, né le 23 janvier 1732 à Rotzo, mort le 28 juillet 1798 à Bassano del Grappa, est un abbé, historien et écrivain italien de la province de Vicence (Vénétie).

## Biographie
Son œuvre la plus connue est les Memorie istoriche dei Sette Comuni vicentini (Mémoires historiques des sept communes vicentines), publiée en deux volumes : le premier traite de l'histoire générale, de la langue, de la religion et des traditions des sept communes de l'Altopiano (éditions posthumes de 1820 et de 1910, cette dernière version étant la plus connue et réimprimée à plusieurs reprises) ; le second concerne l'histoire particulière des différentes communes, de leurs églises et des districts voisins (publié en 1993, à la suite de la découverte des manuscrits perdus).